# Truncorotaloididae
Truncorotaloididae es una familia de foraminíferos planctónicos de la superfamilia Globorotalioidea, del suborden Globigerinina y del orden Globigerinida. Su rango cronoestratigráfico abarca desde el Daniense (Paleoceno inferior) hasta el Priaboniense (Eoceno superior).

## Discusión
Clasificaciones posteriores han elevado Truncorotaloididae a la categoría de superfamilia, es decir, superfamilia Truncorotaloidinoidea.

## Clasificación
Truncorotaloididae incluye a los siguientes géneros:
- Acarinina †
- Globigerapsis †
- Igorina †
- Morozovella †
- Morozovelloides †
- Muricoglobigerina †
- Pearsonites †
- Praemurica †
- Testacarinata †
- Truncorotaloides †

Otro género considerado en Truncorotaloididae es:
- Pseudogloboquadrina †, considerado sinónimo posterior de Acarinina